# Kazimierz Górski (polityk)
Kazimierz Tomasz Górski (ur. 28 lutego 1959 w Sosnowcu) – polski samorządowiec, w latach 2002–2014 prezydent Sosnowca.

## Życiorys
W 1983 ukończył studia na Wydziale Mechanicznym Akademii Górniczo-Hutniczej w Krakowie. Do 1990 pracował w dozorze technicznym w KWK „Porąbka-Klimontów”, następnie prowadził własną działalność gospodarczą i kierował spółdzielnią mieszkaniową.
Wstąpił do Sojuszu Lewicy Demokratycznej. W latach 1994–2002 zasiadał w sosnowieckiej radzie miasta, od 1998 zajmując stanowisko wiceprezydenta. W wyborach samorządowych w 2002 został wybrany na urząd prezydenta Sosnowca (przy frekwencji wynoszącej 17%).
W kolejnych wyborach w 2006 skutecznie ubiegał się o reelekcję, wygrywając w pierwszej turze wynikiem 51% głosów i pokonując m.in. Jarosława Piętę z PO. W 2009 publicznie zaproponował zmianę nazwy Górnośląskiego Związku Metropolitalnego na „Górnośląsko-Zagłębiowską Metropolię Silesia”.
W wyborach w 2010 został wybrany na trzecią kadencję, otrzymując w drugiej turze poparcie na poziomie 53,5% (przy frekwencji ok. 19%) i pokonując tym samym ponownie Jarosława Piętę z PO. W 2014 przegrał w drugiej turze z Arkadiuszem Chęcińskim (z Platformy Obywatelskiej). Uzyskał natomiast mandat radnego rady miejskiej VII kadencji.
Odznaczony Złotym (2011) i Srebrnym (2002) Krzyżem Zasługi.